# کورودا کازوشیگه
کورودا کازوشیگه (به ژاپنی: 黒田 一成 くろだ かずしげ); ۱ ژانویهٔ ۱۵۷۱ – ۱ ژانویهٔ ۱۶۵۶) پسر کاتو شیگه‌نوری و فرزندخوانده کورودا یوشیتاکا، یک سامورایی و یکی از بیست و چهار ژنرال کورودا یا یکی از هشت ببر کورودا در دوره آزوچی-مومویاما اهل ولایت هاریما در ژاپن بود.